# Там, где бродит бизон
«Там, где бродит бизон» (англ. Where the Buffalo Roam; также известен под названиями «Где рыщет бизон», «Где бродит буйвол») — дебютная биографическая кинокомедия режиссёра Арта Линсона, основанная на нескольких автобиографических романах Хантера Стоктона Томпсона, включающих «Fear and Loathing on the Campaign Trail '72», «Большая охота на акул» и «Страх и отвращение в Лас-Вегасе».
Название фильма отсылает к американской патриотической песне «Дом в степи (Там, где бродит бизон)» (англ. Home on the Range (Where the Buffalo Roam)) и книге Оскара Зеты Акосты «Автобиография бурого бизона» (англ. The Autobiography of a Brown Buffalo).

## Сюжет
Действие фильма начинается в штате Колорадо, на заснеженном ранчо в Скалистых горах. Известного эксцентричного журналиста Хантера Томпсона поджимают сроки – он должен сдать материал через два часа, а сам впал в прокрастинацию. Томпсон проживает в компании манекена с надетой на него маской экс-президента Ричарда Никсона и доберманом, которого выдрессировал по команде вгрызаться в пах манекена. После некоторых раздумий Томпсон садится за пишущую машинку и решает в очередной раз написать о своём бывшем адвокате и друге Карле Лазло…
Сан-Франциско, 1968 год. Забаррикадировавшись в больничной палате, перманентно одурманенный алкоголем и наркотиками Хантер Томпсон весело проводит время в компании хорошенькой медсестры, которой дал одну из своих «синих» таблеток. Прибывший в больницу Карл Лазло пробирается в палату Томпсона и убеждает того бежать, пока главный врач и старшая медсестра ломятся в дверь.
Адвокат Лазло ведёт борьбу с американским правосудием – в частности, он не согласен с тем, что полиция арестовывает балующихся марихуаной молодых людей, а суды выносят им суровые приговоры. Томпсон подробно описывает перипетии этой борьбы в публикациях для популярного журнала «Blast».
Тем временем редактор журнала Марти Льюис не находит себе места: через девятнадцать часов заканчивается срок сдачи материала, который обещал Томпсон.
В забегаловке к Томпсону и Лазло подсаживается один из коллег Лазло. Адвокат хвалит личные и профессиональные качества Лазло, предлагает заняться «серьёзными делами» и разобрать наплыв клиентов по части разводов и дележа имущества. Пренебрежительные высказывания о нынешних подзащитных Лазло выводят того из себя и происходит небольшая потасовка.
Томпсон и Лазло прибывают в суд, где последний будет защищать две группы квартиросъёмщиков и одного молодого человека, пойманных с поличным на хранении марихуаны. Прокурор и судья предлагают Лазло досудебное соглашение, однако тот отказывается от смягчённых приговоров и обещает затянуть рассмотрение дел, если его клиентов не оправдают немедленно. Рассмотрение дел усложняется вследствие хамского поведения Томпсона, усевшегося в первом ряду. Судья приговаривает всех подсудимых к реальным срокам заключения, после чего начинается скандал. Прокурор злорадствует над кричащим Лазло, охрана выводит упирающегося Томпсона из зала суда. Лазло, схватив прокурора за грудки, перебрасывает того через стол на место ретировавшегося судьи.
За неуважение к суду Карл Лазло лишён права на адвокатскую деятельность и оказывается в одной камере с собственным подзащитным. Томпсон считает, что и сам несёт долю вины за случившееся. Добравшись до редакции, он отдает материал редактору только после того, как тот подписывает чек на сумму гонорара и читает вместе с Томпсоном молитву за Лазло.
Лос-Анджелес, 1972 год. По поручению редакции Томпсон должен осветить важнейшее спортивное мероприятие – Суперкубок VI. Прибыв в гостиницу на лимузине, Томпсон заселяется в номер люкс и разводит беспорядок в своей обычной манере: угощает обслуживающий персонал наркотиками, устраивает импровизированный футбольный матч прямо в номере, крушит мебель, беспокоит соседей и попутно начитывает текст будущей статьи на диктофон.
Следующим утром в кафе, где завтракает Томпсон, заявляется Карл Лазло с маской Никсона на лице. Томпсон с подозрением относится к появлению друга, от которого давно не было вестей, но тот убеждает Томпсона оставить Суперкубок и ехать с ним.
Отдав первым встречным ключи от номера, билеты на Суперкубок и пропуск в сектор для прессы, Томпсон едет в компании Лазло на некое ранчо. По пути тот рассказывает, что прошёл путь самопознания, и характеризует себя как исчезающий вид наподобие бизона. Они подбирают автостопщика, но тот вскоре сбегает, напуганный неадекватными разговорами и пистолетом Томпсона.
На ранчо выясняется, что Лазло и один из его бывших подзащитных, освободившийся условно-досрочно, примкнули к группе разнузданных латиноамериканских борцов за свободу, которыми руководит малорослый нарцисс Рохас, не умеющий обращаться с оружием. Лазло раздобыл для них ящики с автоматами, пистолетами и гранатами, и хочет, чтобы Томпсон осветил их борьбу в прессе.
Поздним вечером на поле близ ранчо садится легкомоторный самолёт. Пока революционеры грузят ящики с боеприпасами, их настигает полицейский вертолёт и открывает огонь. Лазло с товарищами успевает едва втиснуться в багажный отсек самолёта и отчаянно зовёт Томпсона, но тот роняет ящик гранат и безуспешно пытается собрать, пока самолёт разгоняется и взлетает, преследуемый вертолётом.
Карьера Томпсона продолжается, он на пике своей популярности. В подпитии Томпсон выступает в колледже, отвечая на вопросы будущих журналистов. Кто-то спрашивает его, почему нет больше публикаций о Карле Лазло. Томпсон считает, что тот умер, поскольку от него давно нет вестей. Спрашивающий удивлён, поскольку принимал Лазло за вымысел. Томпсон отвергает это и пытается описать слушателям, что за человеком был Карл Лазло.
Президентская гонка 1972-го года. Хантер Томпсон и другие корреспонденты ведущих изданий освещают предвыборную кампанию действующего президента и кандидата на переизбрание Ричарда Никсона. Вместе с кандидатом и его пресс-службой они летят на самолёте в турне по стране.
В салоне Томпсон в полный голос начитывает на диктофон оскорбительные заметки о Никсоне. Пресс-секретарь требует, чтобы Томпсон пересел на второй самолёт – «зоопарк» – на котором летит бурно веселящийся технический персонал.
Журналист Харрис из «Post» по ошибке также садится в «зоопарк». Томпсон скармливает Харрису таблетку сильнейшего галлюциногена и, похитив его удостоверение с вещами, спешит в туалет аэропорта.
Бреясь в туалете, Томпсон сталкивается с Никсоном. Пока тот справляет нужду в писсуар, Томпсон здоровается и пускается в рассуждения о том, как население Америки разделилось на «обречённых» (doomed) и «беспредельщиков» (screwheads). Подозвав Томпсона, Никсон грубо высказывает пренебрежение к судьбе «обречённых».
Томпсон под видом Харриса вновь занимает место в главном самолёте, но тут замечает в иллюминаторе Карла Лазло, шагающего с кейсом по взлётно-посадочной полосе. Томпсон пытается затаиться, но Лазло безошибочно вычисляет его и, усевшись рядом, пытается убедить своего старого друга присоединиться к его социалистическому раю где-то в пустыне.
Пресс-секретарь узнаёт Томпсона, отбирает удостоверение участника турне и вдобавок оскорбляет Лазло. Томпсон устраивает потасовку и поливает пеной из огнетушителя всех присутствующих в салоне.
Томпсон с тоской смотрит вслед уносящемуся самолёту, пока Лазло продолжает попытки убедить его ехать строить рай. Рассерженный Томпсон называет его одержимым маньяком. Ветер разносит бумаги из кейса Лазло, и оба впускаются в погоню за ними.
…Допечатав статью, Томпсон зачитывает последний абзац своему доберману: Лазло и Никсон ушли в небытие, и он устремится вслед за ними, чтобы найти и вгрызться в их черепа, но и это будет ещё недостаточно эксцентрично.

## В ролях
- Питер Бойл —  Карл Лазло (прототип — Оскар Зета Акоста)
- Билл Мюррей — Хантер Томпсон
- Бруно Кёрби — Марти Льюис, редактор журнала «Blast» (прототип — Ян Саймон Веннер, редактор журнала «Rolling Stone»)
- Рене Обержонуа — Харрис, журналист из «Post» (отсылка к «The Washington Post»)
- Роберт Армстронг — судья Симпсон
- Крейг Нельсон — полицейский на суде
- Рафаэль Кампос[англ.] — Рохас
- Джеймс ЛаРоу (в сценическом образе Ричарда М. Диксона) — кандидат Ричард М. Никсон (актёр)
- Брайан Каммингс — кандидат Ричард М. Никсон (озвучивание)

## Саундтрек

### Список композиций
Саундтрек к фильму был выпущен MCA Records в 1980 в качестве винил LP и включал в себя некоторые диалоги из фильма. Диск не был переиздан на CD. Альбом включал следующие композиции:
1. «Buffalo Stomp» — в исполнении Нила Янга с участием The Wild Bill Band of Strings.
2. «Ode to Wild Bill #1» — лирика и исполнение Нила Янга.
3. «All Along the Watchtower» Боба Дилана в исполнении The Jimi Hendrix Experience.
4. «Lucy in the Sky with Diamonds» Джона Леннона и Пола Маккартни в исполнении Билла Мюррея.
5. "Ode to Wild Bill #2 — лирика и исполнение Нила Янга.
6. «Papa Was a Rollin' Stone» — лирика Нормана Уитфилда и Барретта Стронга в исполнении The Temptations.
7. «Home, Home on the Range» — лирика Брюстера Хигли и Дениэля Келли в исполнении Нила Янга.
8. «Straight Answers» (диалог) — в исполнении Билла Мюррея.
9. «Highway 61 Revisited» — лирика и исполнение Боба Дилана.
10. «I Can’t Help Myself (Sugar Pie Honey Bunch)» — лирика Holland–Dozier–Holland в исполнении Four Tops.
11. «Ode to Wild Bill #3» (с диалогом) — лирика и исполнение Нила Янга.
12. «Keep on Chooglin'» — лирика Джона Фогерти в исполнении Creedence Clearwater Revival.
13. «Ode to Wild Bill #4» — лирика и исполнение Нила Янга.
14. «Purple Haze» — лирика Джими Хендрикса в исполнении The Jimi Hendrix Experience.
15. «Buffalo Stomp Refrain» — в исполнении Нила Янга с участием The Wild Bill Band of Strings[1]

## Упоминания
Название фильма пародируется в эпизоде Where the Buggalo Roam сериала Futurama.